# Sylvie Ferrer

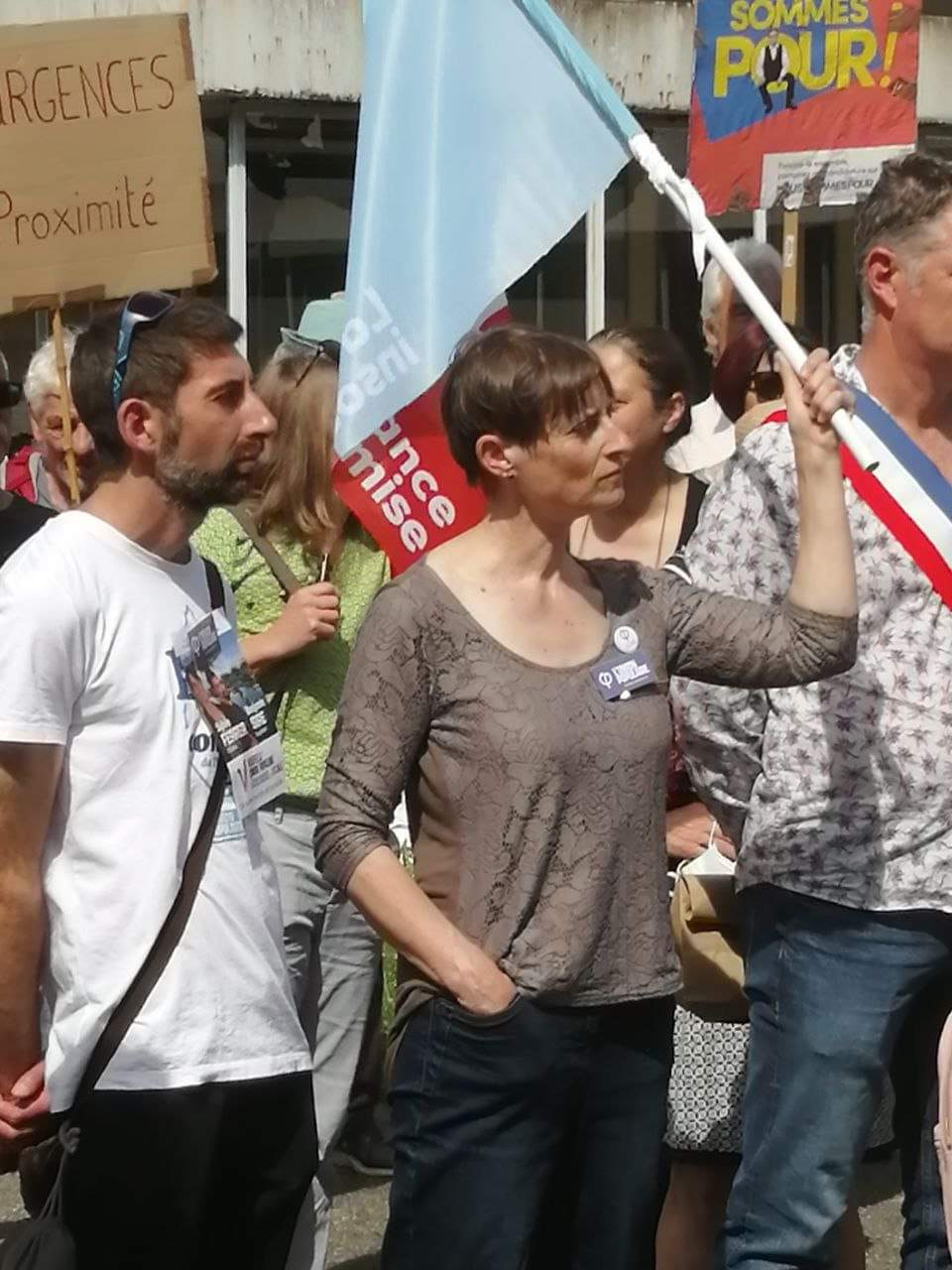
Sylvie Ferrer auf einer Demonstration (2022)

Sylvie Ferrer (geboren am 6. November 1967 in Toulouse (Haute-Garonne)) ist eine französische Politikerin.
Ferrer ist Mitglied der Partei La France insoumise, 2022 wurde sie im 1. Wahlkreis des Département Haute-Pyrénées als Abgeordnete für die Nationalversammlung gewählt.

## Leben und Wirken

### Beruf, Familie
Ferrer ist Wartungskraft in der Luftfahrt. Sie ist mit einem Gymnasiallehrer verheiratet und hat eine Tochter.

### Politische Laufbahn
Als Umweltschützerin und Globalisierungskritikerin ist sie Mitglied der Organisation Attac und hat zahlreiche Kampagnen angeführt.
Sie kandidierte bei den Regionalwahlen 2015 auf der von Gérard Onesta angeführten Liste und trat 2017 La France insoumise bei.
Als Kandidatin bei den Parlamentswahlen 2017 im ersten Wahlkreis der Hautes-Pyrénées qualifizierte sie sich für den zweiten Wahlgang, indem sie den ehemaligen sozialistischen Minister Jean Glavany aus dem Rennen warf. Im zweiten Wahlgang unterlag sie dem Kandidaten der Partei La République en marche Jean-Bernard Sempastous.
2021 kandidierte sie bei den Regionalwahlen auf der Liste l'Occitanie populaire, unterstützt von La France insoumise im Département Hautes-Pyrénées. Im selben Jahr war sie Ersatzkandidatin bei den Departementswahlen in Hautes-Pyrénées im Kanton Haute-Bigorre.
Ferrer wurde später zur Leiterin des Präsidentschaftswahlkampfs von Jean-Luc Mélenchon ernannt. Anschließend wurde sie am 7. Mai 2022 auf einem nationalen Konvent offiziell als Kandidatin der Nouvelle Union populaire écologique et sociale in demselben Wahlkreis nominiert.
Im ersten Wahlgang am 12. Juni lag sie in der Stichwahl vor dem amtierenden Abgeordneten der Präsidentenmehrheit Jean-Bernard Sempastous. Ferrer wurde am 19. Juni 2022 mit 50,13 % der Stimmen zur Abgeordneten des Departements Hautes-Pyrénées gewählt.
In der Nationalversammlung ist sie Mitglied des Ausschusses für nachhaltige Entwicklung und Raumordnung.

## Standpunkte
Sylvie Ferrer befürwortet eine „Nahrungsmitteljagd“, die ihrer Meinung nach eine „positive Rolle für die Ökosysteme“ spielen würde. Sie spricht sich daher gegen ein Verbot der Jagd an einem Tag in der Woche aus, eine Maßnahme, die im Programm ihrer politischen Partei La France insoumise vertreten wird.